# Tina de Bruin
Tina de Bruin (Tolkamer, 24 november 1975) is een Nederlands actrice en cabaretière.

## Studie
De Bruin behaalde in 1992 haar havodiploma aan het Liemers College. Daarna ging ze voor een jaar naar Toneelacademie Maastricht. Ze genoot vervolgens een opleiding aan de kleinkunstacademie en behaalde in 2000 daar haar diploma.

## Werkzaamheden
Vanaf 2001 is De Bruin werkzaam in films en theaters.
In 2002 won De Bruin de persoonlijkheidsprijs op het jaarlijkse Cameretten cabaretfestival.
In 2012 werd De Bruin de zenderstem van de vrouwenzender TLC.
In de videoclip van Youri Lentjes uit 2015 met het lied Let The Water Take Me speelt De Bruin de moeder op de foto.
Vanaf juni 2022 presenteert De Bruin de podcast Darmstad FM, waarin ze BN'ers wekelijks interviewt over het hoofdonderwerp: schaamte. In deze podcast wordt regelmatig gebruik gemaakt van verschillende terugkerende typetjes van De Bruin die een vraag stellen aan de gast. De podcast wordt geproduceerd door Tonny Media.
In november 2023 was De Bruin samen met Chantal Janzen te horen in de podcast Chantal & Tina, geproduceerd door Videoland. Hiervan verscheen ook een gelijknamige serie op Videoland. In april 2024 maakte deze podcast een doorstart, onder dezelfde naam, maar ditmaal geproduceerd door &C in samenwerking met Audiohuis.

## Privé
De Bruin heeft een relatie met acteur Vincent Croiset, met wie ze een zoon heeft.

## Prijzen
| Jaar | Prijs      | Categorie             |
| ---- | ---------- | --------------------- |
| 2002 | Cameretten | Persoonlijkheidsprijs |

## Nominaties
| Jaar | Prijs                         | Categorie                                      | Productie          |
| ---- | ----------------------------- | ---------------------------------------------- | ------------------ |
| 2011 | John Kraaijkamp Musical Award | Beste Vrouwelijke Bijrol in een Kleine Musical | TOON               |
| 2013 | John Kraaijkamp Musical Award | Beste Vrouwelijke Bijrol in een Grote Musical  | Hij Gelooft in Mij |

## Filmografie
| Film                  | Film                                        | Film                                       | Film                                  |
| Jaar                  | Productie                                   | Rol                                        | Opmerkingen                           |
| --------------------- | ------------------------------------------- | ------------------------------------------ | ------------------------------------- |
| 2001                  | Joy meal                                    | Eva                                        | hoofdrol                              |
| 2009                  | Kan door huid heen                          | Aniek                                      | hoofdrol                              |
| 2010                  | Papier hier                                 | volwassen Helia                            | hoofdrol                              |
| 2010                  | Stokje                                      | juf                                        | hoofdrol                              |
| 2011                  | Gooische Vrouwen                            | juffrouw van Remy                          | gastrol                               |
| 2012                  | De verbouwing                               | Astrid                                     | gastrol                               |
| 2013                  | Chez Nous                                   | Babette                                    | hoofdrol                              |
| 2013                  | Soof                                        | Verkoopster                                | bijrol                                |
| 2014                  | Toen was geluk heel gewoon                  | Mary                                       | bijrol                                |
| 2015                  | Jack bestelt een broertje                   | Plien Plons                                | bijrol                                |
| 2015                  | Stefan heeft een ster gevangen              | Sara                                       | hoofdrol                              |
| 2016                  | Kappen!                                     | moeder Sander                              | gastrol                               |
| 2017                  | Oh Baby                                     | Evelien                                    | gastrol                               |
| 2017                  | Taal is zeg maar echt mijn ding             | Evelien                                    | gastrol                               |
| 2019                  | Whitestar                                   | Marianne                                   | hoofdrol                              |
| 2019                  | Huisvrouwen bestaan niet 2                  | Lydia                                      | bijrol                                |
| 2020                  | De grote slijmfilm                          | Brechtje                                   | hoofdrol                              |
| 2021                  | De nog grotere slijmfilm                    | Brechtje                                   | hoofdrol                              |
| 2021                  | Niks vreemds aan                            | Lot                                        | hoofdrol                              |
| 2021                  | Liefde zonder grenzen                       | strenge zuster                             | bijrol                                |
| 2022                  | Costa!!                                     | Trudie                                     | hoofdrol                              |
| 2023                  | De Bellinga's: Vakantie op stelten          | Buurvrouw                                  | bijrol                                |
| Televisie als actrice |                                             |                                            |                                       |
| Jaar                  | Productie                                   | Rol                                        | Opmerkingen                           |
| 2004                  | Kopspijkers                                 | imitatie van Anne Frank                    | gastrol 1 aflev.                      |
| 2006                  | Bij de mensen thuis                         | Carla van Dommelen                         | hoofdrol                              |
| 2006                  | Waltz                                       | Doanier 1                                  | gastrol 1 aflev.                      |
| 2006                  | Kannibalen                                  | verschillende rollen                       | gastrol                               |
| 2006-2007             | Tequila                                     | verschillende rollen                       | gastrol                               |
| 2006-2007             | Koppensnellers                              | Imitatie van Hermien van der Weide / Carla | gastrol                               |
| 2007-2008             | Julia's Tango                               | Pia Zonneveld / Pia de Cesari              | hoofdrol                              |
| 2008-2020             | Toren C                                     | verschillende rollen                       | gastrol                               |
| 2010                  | Bernhard, schavuit van Oranje               | Ursula von Panwitz                         | gastrol 2 aflev.                      |
| 2011-heden            | Het Klokhuis                                | verschillende rollen                       | gastrol                               |
| 2012                  | Wat als?                                    | verschillende rollen                       | hoofdrol                              |
| 2012                  | Divorce                                     | Emmy                                       | gastrol 2 aflev.                      |
| 2014                  | Sinterklaasjournaal                         | mama                                       | gastrol 1 aflev.                      |
| 2015                  | Gouden Bergen                               | Chantal Maas                               | hoofdrol                              |
| 2015                  | Meiden van de Herengracht                   | Christine Franken                          | gastrol 1 aflev.                      |
| 2015                  | Het geheim van Eyck                         | Cleo Koning                                | hoofdrol                              |
| 2016                  | Bitterzoet                                  | Caro                                       | hoofdrol                              |
| 2016                  | Welkom in de jaren 60                       | Jacqueline Bouvier Kennedy                 | gastrol                               |
| 2017                  | Dokter Tinus                                | burgemeester Merel Ophuis                  | gastrol 7 aflev.                      |
| 2017-2018             | Wakker worden!                              | Karin                                      | hoofdrol                              |
| 2017-2019             | Het geheime dagboek van Hendrik Groen       | Tine                                       | vaste bijrol 23 aflev.                |
| 2018-2019             | Familie Kruys                               | Paulien                                    | gastrol 2 aflev.                      |
| 2019                  | Random Shit                                 | Lisa                                       | gastrol 1 aflev.                      |
| 2020                  | Kees & Co                                   | Coosje                                     | hoofdrol                              |
| 2021                  | De regels van Floor                         | Mia moeder van Randy                       | gastrol 1 aflev.                      |
| 2021                  | Vlogmania                                   | Ans                                        | hoofdrol                              |
| 2021                  | Hoe mijn keurige ouders in de bak belandden | Solane                                     | bijrol 4 aflev.                       |
| 2022                  | Moedermaffia!                               | Patty                                      | vaste bijrol 6 aflev.                 |
| 2023-heden            | Eén grote familie                           | Tess                                       | vaste bijrol 6 aflev.                 |
| 2023                  | Chantal & Tina                              | zichzelf                                   | Aanvulling op de gelijknamige podcast |
| 2024                  | Nieuw Zeer                                  | verschillende rollen                       | gastrol                               |
| 2025                  | Elixer                                      | Petra Rijk                                 | vaste bijrol 6 aflev.                 |

In de zomer van 2024 verschijnt de Bruin in iedere aflevering van het nieuwe programma 'De eerste keer' dat wekelijks wordt uitgezonden op NPO Zapp. Ze speelt hierin 1 van de moeders van Kaj. Dit programma is op initiatief van Marit Haegens. Het programma gaat over alles dat de eerste keer gebeurd in de puberteit.

## Theater
| Jaar | Productie                | Rol                                       | Producent                                    |
| ---- | ------------------------ | ----------------------------------------- | -------------------------------------------- |
| 2001 | Foxtrot                  | Ensemble                                  | Stichting Speciale Internationale Produkties |
| 2010 | Toon                     | Ensemble                                  | Albert Verlinde Entertainment                |
| 2012 | Hij Gelooft in Mij       | Conny, de beste vriendin van Rachel Hazes | Joop van den Ende Theaterproducties          |
| 2013 | Spuitsneeuw              | zichzelf                                  |                                              |
| 2014 | Bedscènes                | Saskia                                    | DeLaMar Producties                           |
| 2017 | The Play That Goes Wrong | Florence Colleymoore                      | BOS Theaterproducties i.s.m. Theatertainment |
| 2022 | Volkstuin Complex        | Moeder                                    | BOS Theaterproducties                        |

## Televisieoptredens
| Televisieoptredens buiten acteren | Televisieoptredens buiten acteren        | Televisieoptredens buiten acteren | Televisieoptredens buiten acteren | Televisieoptredens buiten acteren                                             |
| Jaar                              | Productie                                | Omroep/Zender                     | Rol                               | Opmerkingen                                                                   |
| --------------------------------- | ---------------------------------------- | --------------------------------- | --------------------------------- | ----------------------------------------------------------------------------- |
| 2007–2008                         | De Nieuwste Show                         | NPS, BNN                          | Verslaggever                      |                                                                               |
| 2009                              | WieKent Nederland                        | RTL 4                             | Deelnemer                         |                                                                               |
| 2010                              | RTL Boulevard                            | RTL 4                             | ?                                 |                                                                               |
| 2015                              | De Slimste Mens                          | KRO-NCRV                          | Deelnemer                         |                                                                               |
| 2015 en 2020                      | Ik hou van Holland                       | RTL 4, SBS6                       | Deelnemer                         | In 2015 in team Jeroen, in 2020 in team Leo.                                  |
| 2018                              | Foute vriendinnen                        | RTL 5                             | Deelnemer                         | Samen met Ilse Warringa, Jelka van Houten, Anne-Marie Jung en Anniek Pheifer. |
| 2019                              | Weet Ik Veel                             | RTL 4                             | Deelnemer                         | De Bruin won deze aflevering.                                                 |
| 2020                              | Wie is de Mol?                           | AVROTROS                          | Kandidaat                         | De Bruin was kandidaat in seizoen 20 en het daaropvolgende jubileumseizoen.   |
| 2020                              | Het zijn net mensen                      | RTL 4                             | Deelnemer                         |                                                                               |
| 2021                              | Beat the Champions                       | RTL 4                             | Deelnemer                         |                                                                               |
| 2021                              | Drag Race Holland                        | Videoland                         | Eenmalig gast-jurylid             |                                                                               |
| 2021                              | Code van Coppens: De wraak van de Belgen | SBS6                              | Gast                              | Verloor samen met teamlid Leonie ter Braak.                                   |
| 2021                              | Oh, wat een jaar!                        | RTL 4                             | Deelnemer                         | Team Ruben                                                                    |
| 2022                              | Het perfecte plaatje                     | RTL 4                             | Kandidaat                         |                                                                               |
| 2023                              | Waku Waku                                | NPO 3                             | Kandidaat                         |                                                                               |
| 2023                              | The Masked Singer                        | RTL 4                             | Kandidaat                         | Deed mee als badeend. Ze viel af na 2x opgetreden te hebben                   |
| 2024                              | Popquiz Oranje                           | NPO 1                             | Kandidaat                         | Samen met Morad El Ouakili                                                    |
| 2024                              | Moordfeest                               | SBS6                              | Deelnemer                         | Werd vermoord                                                                 |
| 2025                              | LOL: Last One Laughing                   | Prime Video                       | Deelnemer                         |                                                                               |